# Liste der Baudenkmale in Wolde
In der Liste der Baudenkmale in Wolde sind alle denkmalgeschützten Bauten der Gemeinde Wolde (Mecklenburg-Vorpommern) und ihrer Ortsteile aufgelistet. Grundlage ist die Veröffentlichung der Denkmalliste des Kreises Demmin mit dem Stand vom 18. Dezember 1996. 

## Baudenkmale nach Ortsteilen

### Wolde
| ID | Lage                                     | Bezeichnung                                                                             | Beschreibung | Bild           |
| -- | ---------------------------------------- | --------------------------------------------------------------------------------------- | ------------ | -------------- |
|    | Dorfstraße, an der Kreuzung zum Friedhof | Grenzstein                                                                              |              |                |
|    | Dorfstraße                               | Kastanienallee zur ehemaligen Burganlage                                                |              |                |
|    | Dorfstraße                               | Schmiede                                                                                |              |                |
|    |                                          | Friedhof mit Torturm, Grabstätte Heiden/Spaller, Grabmal Anna Hoffmeister und Mausoleum |              |                |
|    |                                          | Gutsanlage mit                                                                          |              |                |
|    | Dorfstraße 42 (Karte)                    | - Gutshaus                                                                              |              | *Gutshaus      |
|    |                                          | - Tor                                                                                   |              |                |
|    | Dorfstraße 39                            | - Wirtschaftsgebäude                                                                    |              |                |
|    |                                          | - Wirtschaftsgebäude                                                                    |              |                |
|    | (Karte)                                  | - zwei rechtwinkligen Wirtschaftsgebäuden                                               |              |                |
|    |                                          | - Park                                                                                  |              |                |
|    | (Karte)                                  | Kirche einschließlich ehem. Burgwallanlage                                              |              | Weitere Bilder |
|    |                                          | Windmühle Nr. 7                                                                         |              |                |

### Japzow
| ID | Lage                                   | Bezeichnung                                     | Beschreibung | Bild           |
| -- | -------------------------------------- | ----------------------------------------------- | ------------ | -------------- |
|    | Dorfstraße 26 (Karte)                  | Gaststätte mit Saal                             |              |                |
|    | Dorfstraße (Richtung Reinberg)         | Halbmeilenstein                                 |              |                |
|    | Dorfstraße (Richtung Reinberg)         | Meilenstein                                     |              |                |
|    | Dorfstraße (Richtung Reinberg) (Karte) | Kirche mit Feldsteinmauer mit Eisengitterresten |              | Weitere Bilder |

### Reinberg
| ID | Lage       | Bezeichnung                                                        | Beschreibung | Bild           |
| -- | ---------- | ------------------------------------------------------------------ | ------------ | -------------- |
|    | (Karte)    | Kirche mit Glockenstuhl, Friedhof mit Feldsteinmauer und Grabstele |              | Weitere Bilder |
|    | Dorfstraße | Kriegerdenkmal 1914/18                                             |              |                |

### Schmiedenfelde
| ID | Lage                   | Bezeichnung | Beschreibung | Bild |
| -- | ---------------------- | ----------- | --- | ---- |
|    | Dorfstraße 6/7 (Karte) | Gutshaus    | Sanierter, 1-geschossiger, 7-achsiger Putzbau vom 19. Jh. mit Krüppelwalm, sowie 2-geschossiger rückversetzter Anbau |      |

### Zwiedorf
| ID | Lage                                   | Bezeichnung      | Beschreibung | Bild           |
| -- | -------------------------------------- | ---------------- | ------------ | -------------- |
|    | Dorfstraße (gegenüber der Gutszufahrt) | Schule mit Stall |              |                |
|    | Dorfstraße                             | Gutshaus         |              |                |
|    | (Karte)                                | Kirche           |              | Weitere Bilder |

## Quelle
- Karte der Baudenkmale im Geoportal des Landkreises

- Karte mit allen Koordinaten:
- OSM |
- WikiMap